# His Morning Promenade
His Morning Promenade är ett musikalbum av Slagsmålsklubben.

## Låtlista
1. His Morning Promenade
2. Fixa halvljuset
3. En förlägen sipp ur den härliga skålen
4. His Morning Promenade (Bauri Remix)